# Justicia aristeguietae
Justicia aristeguietae är en akantusväxtart som beskrevs av Emery Clarence Leonard. Justicia aristeguietae ingår i släktet Justicia och familjen akantusväxter. Inga underarter finns listade i Catalogue of Life.